# Phlegetonia subocellata
Phlegetonia subocellata är en fjärilsart som beskrevs av Walker 1863. Phlegetonia subocellata ingår i släktet Phlegetonia och familjen nattflyn. Inga underarter finns listade i Catalogue of Life.